# Chris Delaporte
Pour les articles homonymes, voir Delaporte.
Chris Delaporte est un  réalisateur français de film d'animation 3D.

## Biographie
Chris Delaporte suit des études à l'Université d'arts plastiques de Paris, et réalise plusieurs expositions de ses œuvres. En 1992, il rejoint Éric Chahi sur la conception du jeu vidéo Heart of Darkness. Ils réalisent eux-mêmes les textures des graphismes plutôt que d'utiliser celles du studio. 
En parallèle, il réalise une exposition au centre culturel Sidney-Bechet - Garches (France)[Où ?] en 1993 avec l'artiste Darco.
Deux ans après, en 1995, Chris Delaporte lance le projet Kaena, la prophétie avec Patrick Daher. Il s'agit du premier long métrage d'animation franco-canadien entièrement réalisé en 3D. Le film est sorti en juin 2003.
Depuis, il se consacre à la réalisation de nombreux films publicitaires et prépare un autre long métrage.

## Filmographie (non exhaustive)

### Cinéma
- 2003 : Kaena, la prophétie

### Courts métrages
- Robo, Quad Production
- Puppet Dream

### Publicité
- CHARGE AHEAD, pour Red Bull
- TIME TO SHINE, pour Extra Wrigley
- TWO PLANETS, pour Vinamilk
- THE DRAGON, pour Cheestring
- KANGSHIFU ICE TEA, pour Kangshifu avec Chris Lee
- CANAL SAT, LES SUPERS RENNES DE NOËL, pour Canal+
- COCA COLA, pour The Coca-Cola Company
- SEAT MOLÉCULES, pour Seat
- TRÉSOR, pour Kellogg's
- MICHAEL JACKSON WII, pour Nintendo
- JUST DANCE, pour Nintendo
- YOUR SHAPE, pour Nintendo
- RED STEEL 2, pour Nintendo
- RAVING RABBIDS, pour Nintendo
- RABBIDS GO HOME, pour Nintendo
- GHOST RECON, (WII U) pour Nintendo
- RUSE, pour Ubisoft
- WAR, pour Ubisoft
- SCHMIDT 20001, pour Schmidt
- ATOL, pour Atol
- COMAPANION, pour Moulinex
- COOKEO, pour Moulinex

### Clips
- Lost, pour Emji